# En temps réel
Albums de Naps
La TN (Team Naps)
(2022) Mec de cité simple
(2024)
En temps réel est le neuvième album de Naps sorti le 28 avril 2023.

## Liste des pistes
| No  | Titre                                    | Compositeur(s)                             | Durée |
| --- | ---------------------------------------- | ------------------------------------------ | ----- |
| 1.  | En temps réel                            | Wysko                                      | 2:45  |
| 2.  | C'est carré le S (feat. Gazo & Ninho)    | Shiruken Music, Kalif Hardcore             | 3:21  |
| 3.  | Ma belleuh                               | Wysko, Skary                               | 3:05  |
| 4.  | Purple (feat. Gambi)                     | Genjutsu Beats                             | 2:34  |
| 5.  | Le fruit de mon époque                   | Flora Koffi Lopez, Voluptyk, Marjane Slami | 2:53  |
| 6.  | Bénef max                                | Wysko, Skary                               | 3:11  |
| 7.  | C'est toute ma life                      | Wysko, Skary                               | 2:56  |
| 8.  | La danse du roro (feat. Koba LaD & Maes) | Voluptyk, SHB, Scar                        | 3:32  |
| 9.  | Le sang de la veine                      | Wysko, Skary                               | 2:49  |
| 10. | Casa de Papel                            | Freak Beatzz                               | 2:42  |
| 11. | Fast Life (feat. Kalif Hardcore)         | Nicolas Romano                             | 2:23  |
| 12. | Vie sur nous                             | Wysko, Nicolas Romano                      | 2:19  |
| 13. | Dua Lipa (feat. Imen Es)                 | Wysko, Skary, Nicolas Romano               | 2:54  |
| 14. | J'kiff ma life                           | Skary                                      | 2:39  |
| 15. | M'en aller                               | Zeg P                                      | 2:46  |
| 16. | Mamacita                                 | Noxious, ARTY                              | 2:36  |
| 17. | Ça soutient fort                         | Wysko, Skary, HuFel Beatz                  | 2:43  |
| 18. | Coachella                                | Wysko                                      | 2:52  |
| 19. | Kassocita                                | Noxious, Perfect                           | 2:23  |
| 20. | Sativa (feat. Kalif Hardcore)            | Sigwa, Skary                               | 3:10  |
| 21. | Brouncha                                 | DIIAS                                      | 3:02  |
| 22. | Fréro                                    | Toto Beats                                 | 2:48  |

| 23. | Remballe         | El Amine | 3:13 |
| 24. | V8 (feat. Lynda) | Bersa    | 4:03 |

## Clips vidéos
- Purple (feat. Gambi) : 10 mars 2023
- Le fruit de mon époque : 28 avril 2023
- C'est carré le S (feat. Gazo & Ninho) : 19 mai 2023

## Titres certifiés en France
- C'est carré le S (feat. Gazo & Ninho)  Diamant[2] (30 novembre 2023)
- La danse du roro (feat. Koba LaD & Maes)  Or[3] (12 octobre 2023)

## Classements et certifications

### Classements hebdomadaires
| Classements (2023)           | Meilleure position |
| ---------------------------- | ------------------ |
| France (SNEP)                | 1                  |
| Belgique (Wallonie Ultratop) | 12                 |
| Suisse (Schweizer Hitparade) | 12                 |
| Suisse (Charts Romandie)     | 33                 |

### Certifications
| Région                                                                                                 | Certification | Ventes/Streams |
| --- | ------------- | -------------- |
| France (SNEP)                                                                                          | Or            | 50 000*        |
| *Ventes selon la certification ^Mise en rayon selon la certification xNon précisé par la certification |               |                |